# Боркі Предоєвич
Боркі Предоєвич (6 квітня 1987, Теслич) – боснійський шахіст, гросмейстер від 2004 року.

## Шахова кар'єра
Першого значного успіху здобув наприкінці 20-го століття: 1999 року здобув звання чемпіона Європи в категорії до 12 років (у Літохоро), у 2001 році повторив цей успіх у віковій групі до 14 років (у Каллітеї), крім того 2003 року (в Халкідіках) завоював звання чемпіона світу серед юнаків до 16 років. 2002 року переміг на турнірі за круговою системою в Новому Саді, у 2003 році (разом з Михайлом Прусікіним) – на турнірі First Saturday-GM в Будапешті, крім того наступного року одноосібно на цьому самому турнірі. У 2005 році поділив 2-ге місце (позаду Суата Аталика, разом із, зокрема, Еміром Діздаревичем i Алоїзасом Квейнісом) у Пулі. 2006 року святкував перемогу в Бізоваці. 2007 року поділив 1-ше місце в Загребі (разом з Мішо Цебало i Філіпом Любичичем), посів 2-ге місце на сильному турнірі Босна в Сараєво (позаду Сергія Мовсесяна, перед Іваном Соколовим, Олександром Морозевичем, Найджелом Шортом i Артемом Тимофєєвим), а також здобув звання віце-чемпіона Боснії і Герцеговини (позаду Предрага Ніколіча). У 2008 році переміг на турнірі 13. HIT Open у Новій Гориці, а також поділив 2-ге місце (за Іваном Шаричем, разом з Огненом Йованичем i Маріном Босіочичем) у Рієці. 2009 року поділив 2-ге місце на турнірі Босна в Сараєво (позаду Павла Ельянова, разом з Ван Хао), а також поділив 1-ше місце на турнірі Акрополіс (разом з Хрістосом Банікасом, Йоаннісом Папаїоанну i Атанасом Колевим).
У 2004–2010 роках чотири рази представляв національну збірну на шахових олімпіадах, крім того у 2007 році – на командному чемпіонаті Європи.
Найвищий рейтинг Ело дотепер мав станом на 1 вересня 2009 року, досягнувши 2654 пунктів, посідав тоді 82-ге місце в світовій класифікації ФІДЕ.

## Зміни рейтингу
| На цьому місці має відображатися графік чи діаграма, однак з технічних причин його відображення наразі вимкнено. Будь ласка, не видаляйте код, який викликає це повідомлення. Розробники вже працюють для того, щоби відновити штатне функціонування цього графіка або діаграми. | |
| | На цьому місці має відображатися графік чи діаграма, однак з технічних причин його відображення наразі вимкнено. Будь ласка, не видаляйте код, який викликає це повідомлення. Розробники вже працюють для того, щоби відновити штатне функціонування цього графіка або діаграми. |